# Selin Arifoğlu
Selin Arifoğlu (née Uygur le 18 août 1992 à Ankara) est une joueuse de volley-ball turque. Elle mesure 1,85 m et joue au poste de centrale. 

## Clubs
| Club                  | De        | À         |
| --------------------- | --------- | --------- |
| TED Ankara Kolejliler | 2000-2001 | 2006-2007 |
| Eczacıbaşı İstanbul   | 2007-2008 | 2010-2011 |
| Karşıyaka İzmir       | 2011-2012 | 2011-2012 |
| Yeşilyurt Istanbul    | 2012-2013 | 2012-2013 |
| Eczacıbaşı İstanbul   | 2013-2014 | 2013-2014 |
| Yeşilyurt İstanbul    | 2014-2015 | 2014-2015 |
| Çanakkale Belediye    | jan 2015  | 2015-2016 |
| Sarıyer Belediyesi    | 2016-2017 | 2016-2017 |
| Nilüfer Belediye      | 2017-2018 | 2018-2019 |
| Aydın BBSK            | 2019-2020 | 2019-2020 |
| Galatasaray İstanbul  | 2020-2021 | …         |

## Palmarès
- Supercoupe de Turquie
  - Finaliste : 2013.